# Сердюк Андрій Михайлович
Андрій Михайлович Сердюк (нар. 24 грудня 1938, місто Дніпропетровськ) — український науковець у галузі медичної екології, гігієни, соціальної медицини, академік Національної академії медичних наук України (2007), доктор медичних наук (1981), професор (1994). Заслужений діяч науки і техніки України (1998), лауреат Державної премії України в галузі науки і техніки (2004), почесний член Академії медичних наук Польщі (1999), дійсний член Міжнародної медичної академії ім. А. Швейцера (1999), іноземний член Російської академії наук (з 2014), Президент Національної академії медичних наук України (2011–2015), директор Державної установи «Інститут гігієни та медичної екології ім. О. М. Марзєєва НАМН України».

## Біографія
У 1961 році закінчив Дніпропетровський медичний інститут.
У 1961—1966 — лікар, заступник головного лікаря Верхньодніпровської районної лікарні, завідувач міського відділу охорони здоров'я Верхньодніпровської промислово-виробничої зони Дніпропетровської області.
У 1966—1969 — аспірант Київського науково-дослідного інституту загальної та комунальної гігієни. У 1969 — 1971 — старший науковий працівник Київського науково-дослідного інституту загальної та комунальної гігієни. У 1971 році успішно захистив кандидатську дисертацію.
У 1971—1974 — інструктор, консультант відділу науки й навчальних закладів ЦК Компартії України. У 1974 — 1987 — заступник завідувача відділу науки й навчальних закладів ЦК Компартії України з питань охорони здоров'я та соціального захисту.
У 1987—1990 — 1-й заступник міністра охорони здоров'я Української РСР.
У 1990—1994 — завідувач лабораторії екологічної безпеки і директор Українського наукового гігієнічного центру.
У жовтні 1994 — вересні 1996 — 1-й заступник міністра охорони здоров'я України.
5 вересня 1996 — 27 січня 1999 — міністр охорони здоров'я України.
У лютому 1999 — березні 2000 — голова Національного агентства України з контролю за якістю та безпекою продуктів харчування, лікарських засобів та виробів медичного призначення.
З лютого 1999 року — директор Українського наукового гігієнічного центру.
Академіком Національної академії медичних наук України обраний 04.07.2007 р. за спеціальністю медична екологія.
У 2011–2015 роках був Президентом Національної академії медичних наук України.

## Наукові напрями
Основні наукові напрями:
- організація охорони здоров'я,
- гігієна довкілля,
- біологічна дія електромагнітних полів,
- медична екологія,
- глобальні проблеми науково-технічного прогресу,
- екологічна безпека,
- медичні аспекти аварії на ЧАЕС,
- оцінка ризиків негативного впливу факторів довкілля на здоров'я населення.

Ним вперше опрацьована
- теорія резонансної взаємодії організму з навколишнім середовищем,
- науково обґрунтована система гігієнічної оцінки прогнозування і попередження техногенних ризиків, принципів і методів, що розмежовують норму і патологію при екзогенних впливах.

Наукова діяльність реалізується у спільних дослідницьких проектах з вченими США, Німеччини, Японії, Швеції, Польщі, Росії.

## Роботи
Автор понад 440 наукових робіт, в тому числі 4 підручників, 4 монографій. Має 4 авторські свідоцтва. Підготував 19 докторів і 10 кандидатів наук.

## Громадська діяльність
- Голова наукового товариства гігієністів України;
- заступник голови Комісії з біобезпеки та біологічного захисту при РНБО України;
- заступник голови Національної комісії з радіаційного захисту при Верховній Раді України;
- член Національної експертної комісії з питань захисту суспільної моралі;
- Голова експертної ради ВАК України з наукового напрямку «Профілактична медицина»;
- член Президії Вченої Ради МОЗ України;
- Голова Координаційної ради НАМН України з питань реалізації наукової частини Міжгалузевої комплексної програми «Здоров'я нації»;
- член Міжвідомчої комісії з реалізації Загальнодержавної програми «Питна вода України на 2006—2020 роки»;
- заступник Голови спеціалізованої вченої ради Д 26.604.01 із спеціальностей: «гігієна» (медичні та біологічні науки) «екологія» (медичні науки).
- Почесний професор Тернопільського державного медичного університету імені І. Я. Горбачевського.[10]

## Науково-журналістська діяльність
- член Національної спілки журналістів України;
- шеф-редактор фахових (ВАК України) видань: журналу «Довкілля та здоров'я» та збірника наукових праць «Гігієна населених місць»;
- членом редакційних колегій ряду наукових журналів.

## Нагороди і відзнаки
- ордени Князя Ярослава Мудрого V ст., «Знак Пошани», «За заслуги» III ст.[11];
- 4 медалі;
- Почесні грамоти Верховної Ради України Кабінету Міністрів України, Президії НАН та АМН України, МОЗ та МО України;
- Міжнародна золота зірка за заслуги в медицині (Польща).
- Почесний громадянин міст Марганець та Верхньодніпровськ Дніпропетровської області.

## Основні наукові праці
- «Взаимодействие организма с электромагнитными полями как с фактором окружающей среды» (1977);
- «Непростые заботы человечества: научно-технический прогресс, здоровье человека, екология» (1988);
- «Чернівецька хімічна хвороба: нове екологічне захворювання?» (1998);
- «Общая гигиена» (1999);
- «Гігієна праці» (2000);
- Тимченко О.І., Сердюк А. М., Турос О.І. Гігієна довкілля: політика, практика, перспективи. — К., 2000. — 127 с.
- «Завещание врача-профилактика» (2003);
- «Генофонд і здоров'я населення» (2003);
- «Комунальна гігієна» (2003);
- «Тяжелые металлы внешней среды и их влияние на репродуктивную функцию женщин» (2004);
- «Гігієна та екологія»(2006);
- «Нариси з історії гігієни довкілля в Україні» (2006),
- «Генофонд і здоров'я: розвиток методології оцінки» (2008)

## Скандали
Відставки Андрія Сердюка з посади Президента НАМН України вже у 2013 році вимагали активісти громадських організацій, що допомагають людям, хворим на СНІД. Вони звинувачували Сердюка у попередньому закритті клініки «Лавра» та ніби-то псуванні великої партії антивірусних препаратів. Взимку 2014 активісти примусили його написати заяву про відставку, але Сердюк відкликав її, як зроблену під тиском. Надалі проти Андрія Сердюка було порушено кримінальну справу за розкрадання коштів у великих розмірах.